# Fulvio Croce
Fulvio Croce (Castelnuovo Nigra, 6 giugno 1901 – Torino, 28 aprile 1977) è stato un avvocato e partigiano italiano, assassinato dalle Brigate Rosse.

## Biografia
Pronipote di Costantino Nigra, si laureò in Giurisprudenza nel 1924. Si arruolò negli Alpini, dopo l'8 settembre 1943 entrando poi nella Resistenza. Nel 1968 fu eletto presidente dell'Ordine degli avvocati di Torino.

### Il processo ai capi storici delle Brigate Rosse
Nel 1976 ebbe inizio a Torino il processo ad alcuni membri delle Brigate Rosse tra cui Renato Curcio, Alberto Franceschini, Paolo Maurizio Ferrari e Prospero Gallinari. Al processo si verificò un fatto mai verificatosi in precedenza in Italia: tutti gli imputati detenuti revocarono il mandato ai loro difensori di fiducia e minacciarono di morte i legali che avessero accettato la nomina come difensori di ufficio.
Alla prima udienza del 17 maggio 1976, l'imputato Maurizio Ferrari, a nome di tutti gli imputati detenuti, lesse un comunicato: "ci proclamiamo pubblicamente militanti dell'organizzazione comunista Brigate Rosse. E come combattenti comunisti ci assumiamo collettivamente e per intero la responsabilità politica di ogni sua iniziativa passata presente e futura. Affermando questo viene meno qualunque presupposto legale per questo processo. Gli imputati non hanno niente da cui difendersi. Mentre al contrario gli accusatori hanno da difendere la pratica criminale antiproletaria dell'infame regime che essi rappresentano. Se difensori, dunque, devono esservi, questi servono a voi egregie eccellenze. Per togliere ogni equivoco revochiamo perciò ai nostri avvocati il mandato per la difesa e li invitiamo, nel caso fossero nominati d'ufficio, a rifiutare ogni collaborazione con il potere [...]".
A seguito della revoca dei difensori di fiducia, il presidente della corte d'assise di Torino, Guido Barbaro, richiede al Consiglio dell'Ordine degli avvocati di Torino di indicare un elenco di nominativi di difensori d'ufficio da attribuire agli imputati e procedette alle nomine. Gli imputati, però, dichiararono che non intendevano accettare la nomina di difensori d'ufficio e fecero presente che "qualora i difensori accettassero la nomina saranno ritenuti come collaborazionisti del regime, con le conseguenze che ne potranno derivare". A seguito di quest'ultimo comunicato, i nuovi difensori d'ufficio nominati dalla Corte, in occasione della seconda udienza del 24 maggio 1976, rimisero a loro volta il mandato.
A questo punto, il presidente della corte d'assise, constatate le difficoltà di pervenire alla nomina di difensori, incaricò della difesa d'ufficio il presidente del Consiglio dell'Ordine degli avvocati di Torino, l'avvocato Fulvio Croce. Il codice di procedura penale dell'epoca, infatti, prevedeva all'art. 130 che, qualora non fosse possibile reperire un difensore d'ufficio, il presidente del Consiglio dell'Ordine degli avvocati dovesse assumere questo incarico. Fulvio Croce, pur essendo avvocato civilista e consapevole dei gravissimi rischi a cui si esponeva, accettò l'incarico e scelse gli altri difensori tra i consiglieri dell'Ordine; tra essi v'era Franzo Grande Stevens, che fu delegato alla difesa di Renato Curcio.
All'udienza del 25 maggio 1976 gli imputati riaffermarono il loro rifiuto della difesa, leggendo un nuovo comunicato contenente minacce contro Fulvio Croce ed i legali da lui delegati: "Gli avvocati nominati dalla corte sono di fatto degli avvocati di regime. Essi non difendono noi, ma i giudici. In quanto parte organica ed attiva della contro-rivoluzione, ogni volta che prenderanno iniziative a nostro nome agiremo di conseguenza". Nel corso dell'udienza come pure nel corso della quarta udienza del 26 maggio 1976, ogni volta che i legali d'ufficio presero la parola furono insultati e minacciati.
Nel corso dell'udienza del 7 giugno 1976 l'avvocato Franzo Grande Stevens, d'intesa con Fulvio Croce, sollevò una eccezione di incostituzionalità dell'art. 130 del codice di procedura penale, la norma che imponeva la obbligatorietà della difesa tecnica anche per l'imputato che la rifiutasse. Grande Stevens invocò la Convenzione europea per la salvaguardia dei diritti dell'uomo e delle libertà fondamentali che attribuisce il diritto all'imputato di scegliersi un difensore o difendersi da solo (art.6, comma 3 lett. c). In tal caso l'avvocato poteva essere chiamato non come difensore, ma come amicus curiae perché, nell'interesse della collettività, si riducesse il margine di errori nel processo: chiamato cioè come garante di legalità. In breve, Grande Stevens tentò di dimostrare che quello alla difesa è un diritto ma non un obbligo. Tuttavia la corte d'assise, forse anche sotto la spinta emotiva dell'omicidio del Procuratore della Repubblica Francesco Coco, ritenne manifestamente infondata l'eccezione di incostituzionalità e così Fulvio Croce assunse la veste di difensore d'ufficio dei brigatisti.

### L'assassinio

Rocco Micaletto fu il brigatista che uccise a colpi di pistola Fulvio Croce

Nel primo pomeriggio del 28 aprile 1977, cinque giorni prima della data fissata per l'udienza del processo, un gruppo di fuoco delle Brigate Rosse, formato da tre uomini e una donna, uccise l'avvocato nei pressi del suo studio legale in via Perrone 5 a Torino: l'avvocato venne colpito mentre, dopo essere sceso dalla sua auto insieme alle sue due segretarie, si stava avviando a piedi, sotto una forte pioggia, verso l'ingresso dello stabile. Mentre la donna del gruppo di aggressori, Angela Vai, allontanava le due segretarie, Rocco Micaletto, appoggiato da Lorenzo Betassa con funzione di copertura, si diresse rapidamente verso l'avvocato, lo chiamò e subito dopo gli sparò con una pistola Nagant M1895 cinque colpi che lo raggiunsero mortalmente alla testa e al torace. Subito dopo i brigatisti fuggirono su una Fiat 500 già in attesa con un quarto terrorista, Raffaele Fiore, alla guida. L'attentato venne rivendicato dalla Brigate Rosse con una telefonata durante il pomeriggio.

## Memoria
- Il 5 dicembre 1977 fu onorato con la Medaglia d'oro al valor civile[9]

- Nel 2000 è stato pubblicato il libro a lui dedicato Vita d'un avvocato di Franzo Grande Stevens, edito da CEDAM. Nel 2004 è stata costituita la Fondazione dell'Avvocatura Torinese Fulvio Croce[10]

- Il 14 dicembre 2007 si è tenuto a Trento l'incontro La forza dell'esempio, L'eroismo normale di Fulvio Croce, avvocato in Torino[11]

- Nel 2007 RaiTrade e il Consiglio dell'Ordine degli Avvocati di Torino hanno prodotto il film Avvocato! Il processo di Torino al nucleo storico delle Brigate rosse (regia di Marino Bronzino).[1] Nel corso di alcune cerimonie di impegno solenne e subito dopo il giuramento di rito, il Consiglio dell'Ordine degli Avvocati di Milano ha donato una copia del film-documentario a ciascun giovane neo-avvocato

- Dal 2010 un'aula delle udienze penali del Tribunale di Trento è dedicata a Fulvio Croce e Giorgio Ambrosoli[12][13]

- Dal 2014 un'aula di udienza del Palazzo di Giustizia di Ascoli Piceno è dedicata a Fulvio Croce, "A perenne ricordo, vittima del terrorismo"

- Il 9 maggio 2016 una targa in memoria è stata apposta sul muro della casa di via Perrone 5 dove avvenne l'attentato mortale, a cura del Comune di Torino[14]